# 松原朗
松原 朗（まつばら あきら、1955年-　）は、日本の漢文学者、専修大学国際コミュニケーション学部（元・文学部）教授。

## 略歴
東京都生まれ。1978年早稲田大学文学部中国文学科卒、83年早稲田大学院文学研究科博士課程満期退学。1987年度に専修大学に着任し、「中国語」などを担当。2004年「中国離別詩の成立」で、博士（文学）（早稲田大学）の学位を取得。

## 著書

### 単著
- 『漢詩で詠む中国歴史物語 3 隋～唐時代前期』世界文化社 1996
- 『唐詩の旅 長江篇』社会思想社 現代教養文庫 1997
- 『中国離別詩の成立』研文出版 2003
- 『晩唐詩の揺籃―張籍・姚合・賈島論』専修大学出版局 2012
- 『漢詩の流儀　その神髄を味わう』大修館書店、2014

### 共著
- 「ビーコン基礎」シリーズ 『わかる故事成語で学ぶ漢文』松浦友久監修 、中国詩文研究会編著、三省堂 1983
- 「ビーコン基礎」シリーズ 『わかる国語Ⅰ・Ⅱ 漢文』松浦友久との共著、三省堂 1987年
- 『校注 唐詩解釈辞典』 大修館書店 1987年
- 『漢詩の事典』松浦友久編著 植木久行・宇野直人共著 大修館書店 1999
- 『教養のための中国古典文学史』佐藤浩一・児島弘一郎共著 研文出版 2009
- 『杜甫研究論集』編 研文出版 2013
- 『杜甫と玄宗皇帝の時代』編 勉誠出版「アジア遊学」 2018

### 翻訳
- 李浩『唐代〈文學士族〉の研究 關中・山東・江南の三地域に即して』 山田智・石村貴博共訳 研文出版 2009
- 『杜甫全詩訳注』 下定雅弘共編（訳者代表）、講談社学術文庫（全4巻） 2016。他多数

## テレビ番組
- NHK教育テレビ 「高等学校講座」 『古典への招待』 1988-1990

## 注
1. ↑  『漢詩の流儀』著者紹介などを参照